# Софія Гольшанська
Софія (Сонька) Гольша́нська (пол. Zofia Holszańska; бл. 1405 — 21 вересня 1461, Краків) — донька православного князя, київського намісника Андрія Івановича Гольшанського та кн. Олександри Дмитрівни Друцької. Четверта й остання дружина короля польського Владислава II Ягайла (з 1422).   

## Життєпис

### Молоді роки

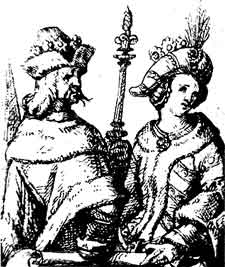
Ягайло і Софія. Рисунок А. Лесера

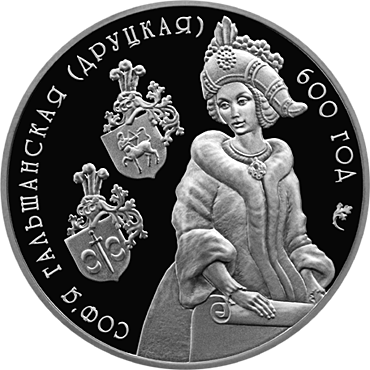
Пам'ятна монета Нацбанку Білорусі, 2006

Софія Гольшанська народилася 1405 року, ма́буть, у Києві, де її батько Андрій Гольшанський на той час був намісником. Була охрещена за східним обрядом. І Гольшанські, і Друцькі, з роду яких походила її мати Олександра, були нащадками литовського князя Гедиміна та короля Русі Данила, проте на початок XV століття вже кілька десятиріч були православними і жодною іншою мовою, окрім руської (давньоукраїнської), не розмовляли. Коли Софія була маленькою, її батько помер, і відтак майбутня королева Польщі разом з матір'ю мешкала в замку свого дядька князя Семена Друцького в Друцьку (територія нинішньої Білорусі).
1421[джерело?] року охрещена за латинським обрядом, отримала ім'я Софія. 1424 року відбулася коронація, після якої стала королевою Польщі. Після смерті короля Ягайла 1434 року польською верхівкою не була визнана регенткою при малолітніх синах, тому переїхала до Сяноцького замку, де постійно мешкала після смерті чоловіка. Тут приймала гостей, зокрема, 1440 року кардинала Збишка Олесницького. 1441 року надала локаційне право селу Радошиці.
Ян з Ланцухова Куропатва (†1462), сяноцький староста (1442-1446), який симпатизував гуситам, з 1424 року згадується у джерелах як придворний та прихильник Софії Гольшанської, по смерті Ягайла — противник Збишка Олесницького, за дорученням королеви 1440 року відвіз до Великого князівства Литовського її 12-річного сина Казимира.

## Вклад у культуру і науку
1453 року за її ініціативи почався переклад Біблії на польську мову. Одним з автором перекладу з чеської мови був капелан Анджей з Яшовіц. Цей переклад, відомий як «Біблія королеви Софії», є першим відомим перекладом Біблії польською мовою. Робота над першим томом була завершена в 1455 році, другий — у 1460 році.

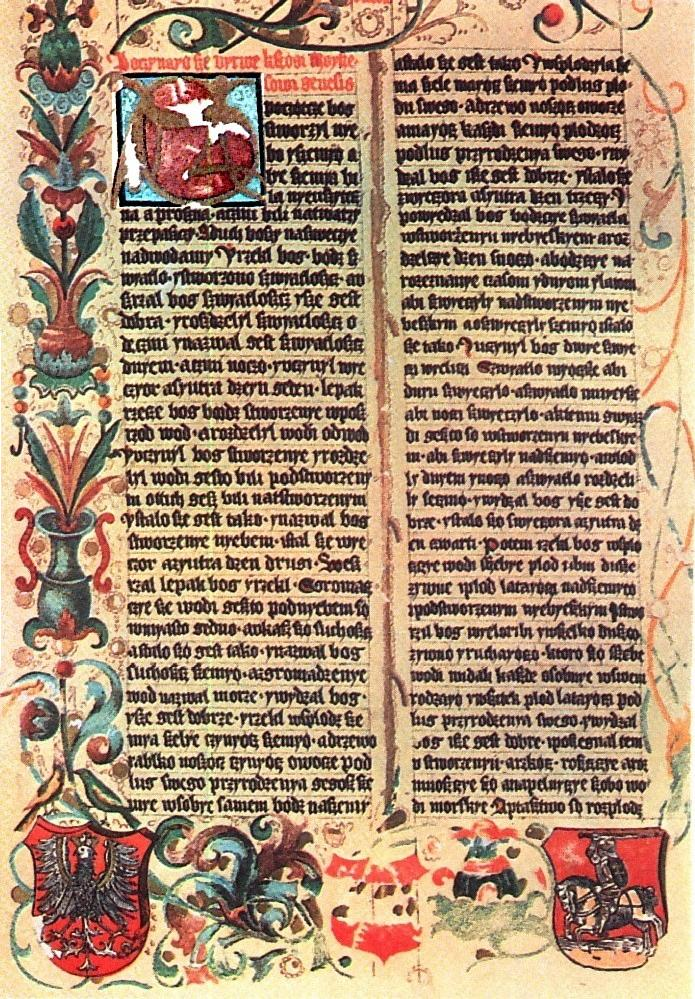
Сторінка з «Біблії королеви Софії»

## Засновниця династії
Софія публічно присягнулася у своїй невинності, переконливих доказів її злочинів не знайшли. Справа завершилася виправданням. Зрештою, обидва королевичі були дуже схожі на батька, особливо молодший, Казимир, який навіть отримав прізвисько Ягеллончик. Але умиротворення не вийшло: зрештою, за наклеп ніхто покараний не був, Софії довелося перенести багато принижень. Ягайло незабаром помер, королева пережила його на 27 років. Генрик (Ієронім, Гінча) з Рогова завжди займав чільні місця при королеві, яка після смерті заповіла своєму лицареві непогану спадщину. Навіть коли на польський трон сів молодший син Софії Казимир, теж наблизив до себе людину, котрого злі язики називали його батьком.
Королями стали два сини (Владислав III Варненчик, Казимир IV Ягеллончик), чотири онуки (Владислав II Ягелончик, Ян I Ольбрахт, Олександр Ягеллончик, Сигізмунд I Старий), і правнук (Сигізмунд II Август) Софії Гольшанської.

## Родина
Чоловік — Владислав II Ягайло (1362 — 1434), король Польщі
Діти:
- Владислав III Варненчик (31 жовтня 1424 — 10 листопада 1444) — король польський як Владислав III (1434—1444) та угорський як Ласло I (1440—1444). Загинув в Битві з турками під Варною.
- Казимир (16 травня 1426 — 2 березня 1427) — помер малим.
- Казимир IV Ягеллончик (30 листопада 1427 — 7 червня 1492) — великий князь литовський (1440—1492) та король польський (1447—1492).

## Вшанування пам'яті

### Україна
У місті Станиславів до 1951 року існувала Вулиця Королеви Софії. Також у цьому місті існувала Жіноча семирічна школа імені Королеви Софії.

## Примітки

Ексгумація тіла Софії Гольшанської, 1902